# Magneuptychia batesii
Magneuptychia batesii är en fjärilsart som beskrevs av Butler 1866. Magneuptychia batesii ingår i släktet Magneuptychia och familjen praktfjärilar. Inga underarter finns listade i Catalogue of Life.